# Sławno
Sławno (tyska: Schlawe) är en stad i Västpommerns vojvodskap i norra Polen. Staden är huvudort för distriktet Powiat sławieński och utgör administrativt en stadskommun (gmina miejska), med 12 903 invånare 2014. Staden har även givit namn åt den omgivande landskommunen Gmina Sławno, som är administrativt självständig från staden men har sitt säte i Sławno.

## Geografi
Sławno ligger i det historiska landskapet Hinterpommern i nuvarande Västpommerns vojvodskap, halvvägs mellan de större städerna Koszalin och Słupsk vid europavägen E28, även skyltad som den nationella vägen DK6. Stadskärnan ligger vid floden Wieprza, omkring 20 kilometer från flodens mynning i närheten av grannstaden Darłowo.

## Historia
Ortens omnämns första gången 1186 som Zlaunia och lydde från mitten av 1100-talet till början av 1200-talet under hertigen Ratibor I av Pommern och hans ättlingar av huset Grip, som hade en borg här. 1227 förvärvades borgen av hertigen Svantepolk II av Pommerellen som sammanfogade den med polska Pommerellen. 1266 ockuperades området av Barnim I av Pommern efter Svantepolk II:s död. Under slutet av 1200-talet var regionen runt Schlawe och Stolp omstridd och i fördraget i Soldin 1309 delades Pommerellen mellan Markgrevskapet Brandenburg och Tyska orden, varvid Schlawe kom att tillfalla Brandenburg. Redan 1317 genom freden i Templin kom dock hela den västra delen av Pommerellen att avträdas av Brandenburg till hertigen Vartislav IV av Pommern. Samma år erhöll orten stadsrättigheter enligt den lybska rätten. Under tyskt styre var staden huvudsakligen känd under sitt tyska namn, Schlawe.
Mariakyrkan uppfördes omkring 1360 genom en donation av hertiginnan Sofia, hustru till hertig Barnim IV av Pommern. Genom Pommerns delningar kom staden att tillhöra en rad av pommerska hertigdömen: 1317 Pommern-Wolgast, 1372 Pommern-Schlawe-Stolp, 1403 Pommern-Rügenwalde, 1457 åter Pommern-Wolgast och 1532 Pommern-Stettin. 
Under 1500-talet blev staden ett viktigt centrum för handel med linneväv. Under trettioåriga kriget förstördes staden till större delen, med endast 40 kvarvarande hushåll i staden vid krigsslutet 1648. Genom Westfaliska freden blev staden del av Kurfurstendömet Brandenburg, från 1701 därmed även del av kungadömet Preussen. 1815 kom orten att bli del av provinsen Pommern i Preussen och tillhörde där regeringsområdet Köslin. Under 1800-talet industrialiserades Schlawe och 1869 fick staden en järnvägsstation på sträckan Berlin–Stettin–Danzig. 1878 öppnades sidolinjen till Rügenwalde vid kusten.
Efter Tysklands nederlag i andra världskriget 1945 hamnade staden öster om Oder-Neisse-linjen och tillföll Polen. De  polska myndigheterna döpte officiellt om staden till den polska namnformen Sławno, och den tyskspråkiga befolkningen fördrevs västerut. Staden återbefolkades efter kriget av polska bosättare och flyktingar från tidigare polska områden öster om Curzonlinjen. Fram till 1960 låg stora delar av innerstaden i ruiner innan återuppbyggnaden efter kriget kunde påbörjas. Under denna tid var livsmedelsindustri, träindustri och konfektionsindustri de huvudsakliga näringarna. 
I norra delen av staden har stora bostadsområden anlagts på 1990-talet efter kommunistregimens fall. Staden förlorade sin status som distriktshuvudort 1975, men återfick den 1999 i samband med den stora polska administrativa reformen detta år. Samtidigt blev staden del av Västpommerns vojvodskap.

## Sevärdheter

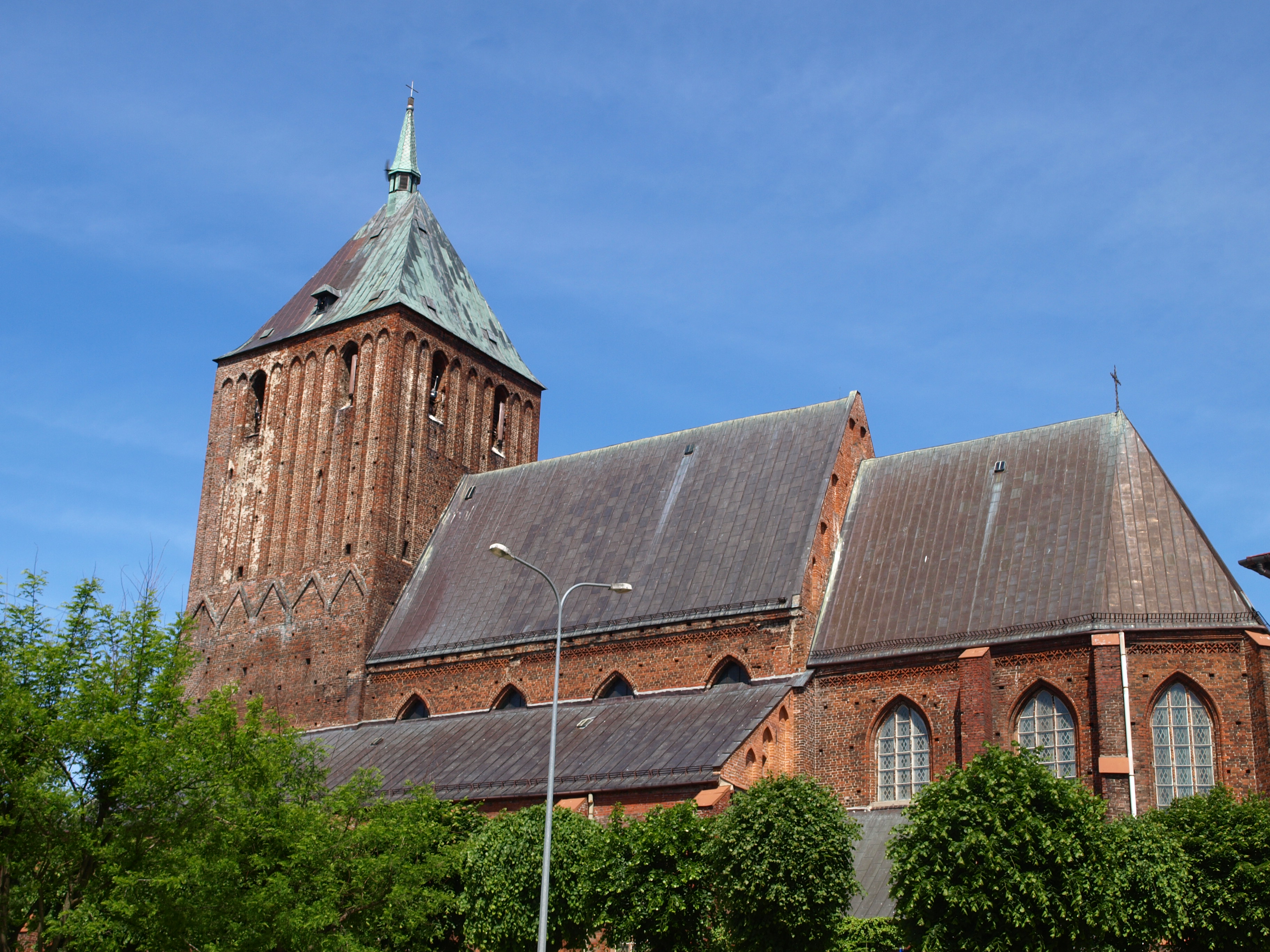
Mariakyrkan

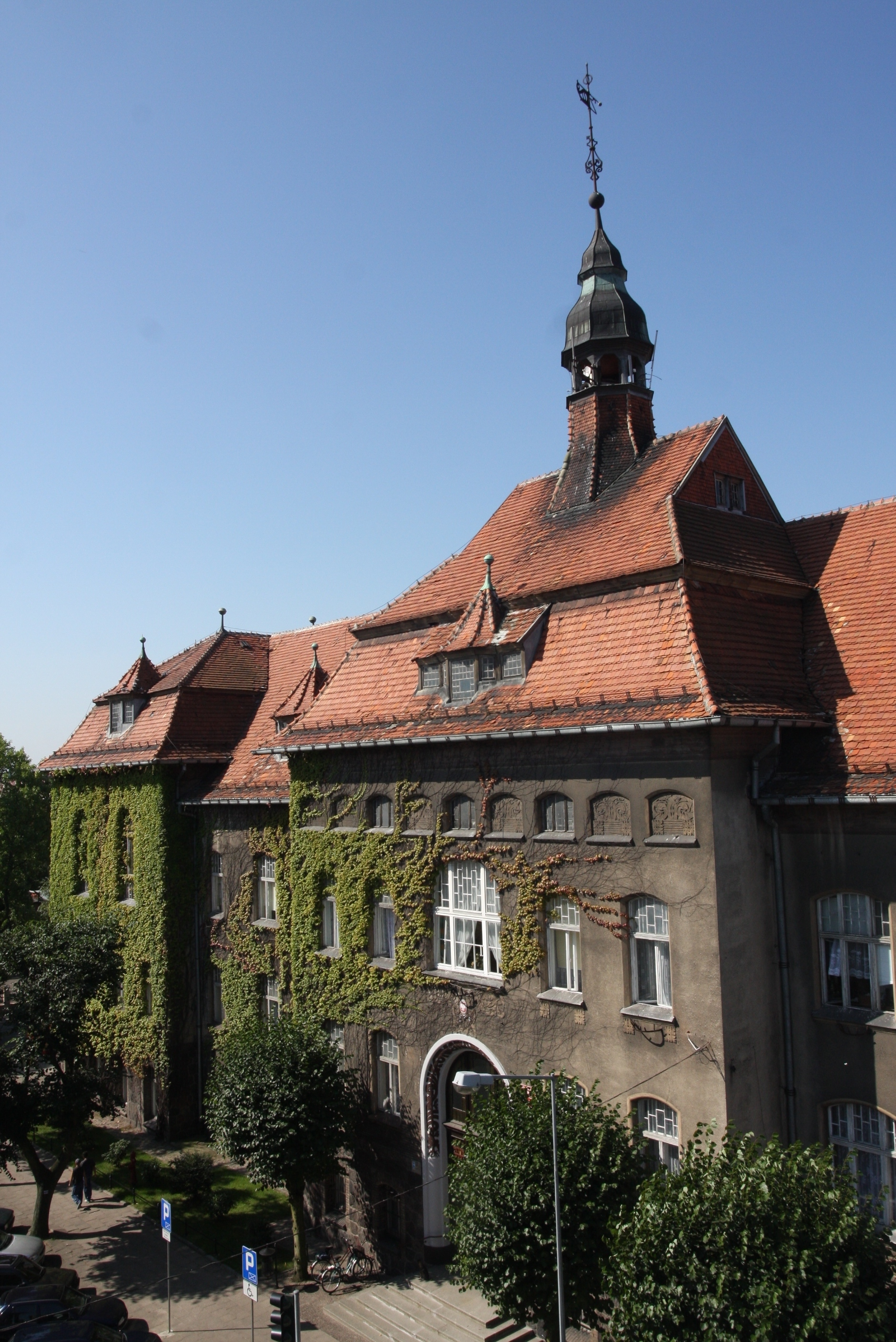
Rådhuset

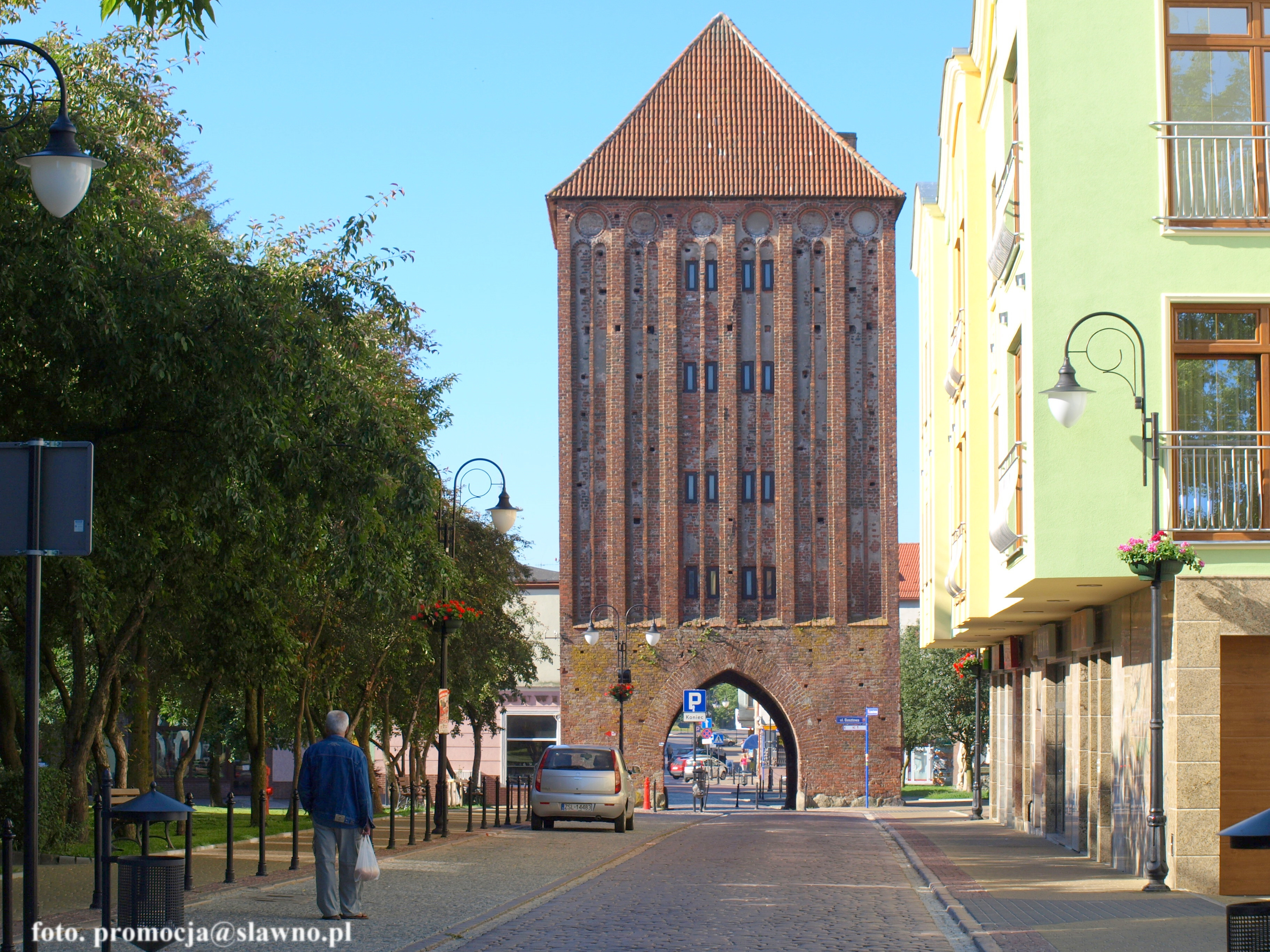
Koszalinporten

- Mariakyrkan i gotisk stil, uppförd omkring 1360.
- Rådhuset i jugendstil.
- S:t Antoniuskyrkan
- Stadsmuren, med två bevarade gotiska stadsportar från mitten av 1400-talet, Brama Koszalińska och Brama Słupska.
- Ekskogsreservatet Sławieńskie Dęby

## Kända invånare
Följande personer är födda i Sławno:
- Nikolaus Bertram von Below (1728–1779), preussisk kammarpresident.
- Friedrich Theodor Rinck (1770–1821), protestantisk teolog och filosof.
- Carl Friedrich von Denzin (1800–1876), konservativ politiker.
- Berthold Heberlein (1846–1914), protestantisk teolog.
- Franz Mehring (1846–1919), journalist, historiker och socialistisk politiker.
- Hermann Kühn (1851–1937), tjänsteman i tyska finansdepartementet.
- Hermann Klaje (1868–1945), gymnasielärare och historiker.
- Otto Hasse (1871–1941), tysk officer, infanterigeneral i Reichswehr.
- Hans Bredow (1879–1959), radiotekniker.
- Wilhelm Gross (1883–1974), skulptör, grafiker och predikant.
- Otto Priebe (1886–1945), konstnär.
- Erwin Gohrbandt (1890–1965), kirurg och högskollärare.
- Rudolf Michael (1896–1972), socialdemokratisk politiker i Berlin.
- Hans-Martin Majewski (1911–1997), filmkompositör.
- Erna Witt, född Bannow (1911), matematiker och liberal politiker för FDP.
- Günter Machemehl (1911–1970), konstnär.
- Erica Wallach (1920–1993), tysk-amerikansk lärare, redaktör och översättare.
- Arwed Imiela (1929–1982), seriemördare.
- Eberhard Mellies (född 1929), skådespelare.
- Otto Mellies (född 1931), skådespelare.
- Hildegard Schmahl (född 1940), skådespelerska.
- Klaus Buss (född 1942), socialdemokratisk politiker för SPD.
- Wolfgang Weber (född 1944), fotbollsspelare, landslagsspelare för Västtyskland.
- Marcin Wasilewski (född 1975), jazzpianist och kompositör.
- Agnieszka Włodarczyk (född 1980), skådespelerska och sångerska.

## Vänorter
- Tyskland:
  - Rinteln, Niedersachsen
  - Ribnitz-Damgarten, Mecklenburg-Vorpommern
- Trento, Italien